# Babette Mangolte
Babette Mangolte (Montmorot, 1941) es una artista, guionista, cineasta y fotógrafa franco-estadounidense.

## Biografía
Mangolte nació Montmorot, Francia, pero se trasladó a Estados Unidos en los años 1970. Babette Mangolte  estaba cursando la carrera de Matemáticas cuando vio L'Homme à la caméra de Dziga Vertov (1929), tras lo cual decidió abandonar sus estudios y matricularse en la École nationale de la Photographie et de la Cinématographie, hoy llamada École nationale supérieure Louis-Lumière. Al graduarse, y ante el desencanto que le produjo la industria cinematográfica francesa, se mudó a Nueva York, ciudad donde tiene su residencia desde entonces. Allí entró en contacto con la escena underground, que por aquel entonces estaba volcada en el cine estructural de autores como Michael Snow; y es allí donde también conoció a una jovencísima Chantal Akerman, con la que formó un estrecho vínculo creativo y amistoso.
Sus obras van desde la fotografía den 35 mm hasta la película digital. Su interés por los cuerpos en movimiento le llevó a filmar el trabajo de coreógrafos como Philip Glass, Trisha Brown o Yvonne Rainer. Es la directora de fotografía de La chambre (1972), Hotel Monterey (1972), Jeanne Dielman, 23 quai du Commerce, 1080 Bruxelles y News from Home (1976). Sus trabajos fotográficos han pasado también a los catálogos de exposiciones de instituciones como la Tate Modern o del  Museo Whitney. Mangolte también ha dirigido sus propias películas, entre las cuales destacan la primera, What Maisie Knew (1975), que se encuentra en la colección del Museo de Arte Moderno de París (Centro George Pompidou), The Camera: Je or La Caméra: I (1977), donde muestra el proceso creativo tras su trabajo fotográfico y está en la colección del MoMa, y The Sky on Location (1983), un retrato paisajístico elaborado a partir de los cielos del oeste norteamericano que conserva la Cinemateca de Berlín y la Cinemateca Real de Bélgica. Las cuatro películas han participado en importantes festivales de cine como el Festival de Cine de Berlín o el de Toronto y en las principales galerías de arte y centros e institutos de cine de Estados Unidos.